# Етнографски музей (Арменово)
Етнографският музей (на гръцки: Λαογραφικό Μουσείο) е музей в леринското село Арменово (Арменохори), Гърция.

## История
Арменово е разположено на 4 км североизточно от Лерин. В 1990 година Арменското културно общество започва да събира колекция от артефакти на народната култура, което води до създаването на експозицията в 1990 година. Колекцията е настанена в старото начално училище на Арменово в центъра на селото.
Изложени са в три стаи експонати от народната култура, които произхождат изключително от Арменово – мъжки традиционни носии, домашни уреди, различни метални и керамични битови предмети, предмети, свързани с тъкачеството със забележителен стан от XIX век, селскостопански инструменти от други занаяти, както и старият амвон от селската църква.